# M-estimateur

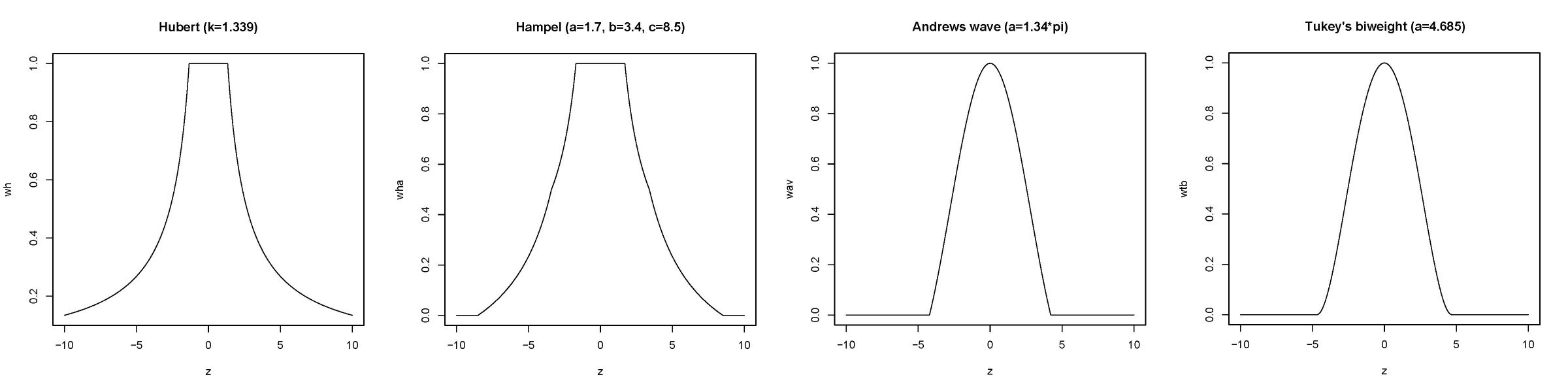
M-estimateur

En statistique, les M-estimateurs constituent une large classe de statistiques obtenues par la minimisation d'une fonction dépendant des données et des paramètres du modèle. Le processus du calcul d'un M-estimateur est appelé M-estimation. De nombreuses méthodes d'estimation statistiques peuvent être considérées comme des M-estimateurs. Dépendant de la fonction à minimiser lors de la M-estimation, les M-estimateurs peuvent permettre d'obtenir des estimateurs plus robustes que les méthodes plus classiques, comme la méthode des moindres carrés.

## Définition
Les M-estimateurs ont été introduits en 1964 par Peter Huber sous la forme d'une généralisation de l'estimation par maximum de vraisemblance à la minimisation d'une fonction ρ sur l'ensemble des données. Ainsi, le (ou les) M-estimateur associé aux données et à la fonction ρ est estimé par
{\displaystyle {\hat {\theta }}=\operatorname {argmin} _{\theta }\left(\sum _{i=1}^{n}\rho (x_{i},\theta )\right)}
Le M de M-estimateur provient donc du maximum de vraisemblance (maximum likelihood-type en anglais) et les estimateurs par maximum de vraisemblance sont un cas particulier des M-estimateurs.

### Types
La résolution du problème de minimisation passe couramment par une différentiation de la fonction cible. En effet, pour chercher {\displaystyle {\hat {\theta }}}, une méthode simple consiste à chercher les valeurs telles que
{\displaystyle {\frac {\partial }{\partial \theta }}\left(\sum _{i=1}^{n}\rho (x_{i},\theta )\right)=0.}
Dans le cas où cette différentiation est possible, le M-estimateur est dit de type ψ ; sinon, il est dit de type ρ.

#### Typeρ
Pour un entier positif r, soit {\displaystyle ({\mathcal {X}},\Sigma )} et {\displaystyle (\Theta \subset \mathbb {R} ^{r},S)} des espaces mesurables, et {\displaystyle \theta \in \Theta } est un vecteur de paramètres. Un M-estimateur de type ρ {\displaystyle T} est défini par une fonction mesurable {\displaystyle \rho :{\mathcal {X}}\times \Theta \rightarrow \mathbb {R} }. Il envoie la fonction de répartition d'une loi de probabilités {\displaystyle F} sur {\displaystyle {\mathcal {X}}} vers la valeur {\displaystyle T(F)\in \Theta } (si elle existe) qui minimise
{\displaystyle \int _{\mathcal {X}}\rho (x,\theta )\,\mathrm {d} F(x)}, soit :
{\displaystyle T(F):=\arg \min _{\theta \in \Theta }\int _{\mathcal {X}}\rho (x,\theta )\mathrm {d} F(x)}
Par exemple, la fonction qui correspond à l'estimateur du maximum de vraisemblance et {\displaystyle \rho (x,\theta )=-\log(f(x,\theta ))}, avec {\displaystyle f(x,\theta )={\frac {\partial F(x,\theta )}{\partial x}}}.

#### Typeψ
Si {\displaystyle \rho } est dérivable par rapport à {\displaystyle \theta }, le calcul de {\displaystyle {\widehat {\theta }}} est souvent plus simple. Un M-estimateur de type ψ T est défini pour une fonction mesurable {\displaystyle \psi :{\mathcal {X}}\times \Theta \rightarrow \mathbb {R} ^{r}}. Il envoie la fonction de répartition d'une loi de probabilités F sur {\displaystyle {\mathcal {X}}} vers la valeur {\displaystyle T(F)\in \Theta } (si elle existe) qui vérifie l'équation vectorielle:
{\displaystyle \int _{\mathcal {X}}\psi (x,\theta )\,dF(x)=0}
{\displaystyle \int _{\mathcal {X}}\psi (x,T(F))\,dF(x)=0}
Par exemple, pour l'estimateur du maximum de vraisemblance, on a {\displaystyle \psi (x,\theta )=\left({\frac {\partial \log(f(x,\theta ))}{\partial \theta ^{1}}},\dots ,{\frac {\partial \log(f(x,\theta ))}{\partial \theta ^{p}}}\right)^{\mathrm {T} }}, avec {\displaystyle u^{\mathrm {T} }} désignant le vecteur transposé de u et {\displaystyle f(x,\theta )={\frac {\partial F(x,\theta )}{\partial x}}}.
Un tel estimateur n'est pas nécessairement un M-estimateur de type ρ, mais si ρ est dérivable et de dérivée continue par rapport à {\displaystyle \theta }, alors une condition nécessaire pour qu'un M-estimateur de type ψ soit un M-estimateur de type ρ est {\displaystyle \psi (x,\theta )=\nabla _{\theta }\rho (x,\theta )}. De telles définitions peuvent être adaptés aux échantillons finis.
Si la fonction ψ décroit vers zéro quand {\displaystyle x\rightarrow \pm \infty }, l'estimateur est dit décroissant. De tels estimateurs ont d'autres propriétés utiles, comme le rejet des valeurs aberrantes évidentes.

## Exemples de M-estimateurs
Parmi les exemples connus de M-estimateurs, on peut citer :
- {\displaystyle \rho (x)=x^{2}}, ce qui revient à appliquer la méthode des moindres carrés
- {\displaystyle \rho (x)=|x|}
- {\displaystyle \rho _{k}(x)=\int _{0}^{|x|}\min(k,u)\,\mathrm {d} u={\begin{cases}{\frac {x^{2}}{2}}&{\text{  si }}|x|<k\\k(|x|-{\frac {k}{2}})&{\text{  si }}|x|\geqslant k\end{cases}}} (fonction de Huber (en))
- {\displaystyle \rho _{c}(x)={\frac {c^{2}}{2}}\ln \left(1+\left({\frac {x}{c}}\right)^{2}\right)} (fonction de Lorentz)
- {\displaystyle \rho _{c}(x)={\frac {x^{2}}{2}}\left(1-{\frac {x^{2}}{2c^{2}}}+{\frac {x^{4}}{6c^{4}}}\right)} (bipoids de Tukey)